# George Mikan
George Lawrence Mikan mlađi (18. lipnja 1924. – 1. lipnja 2005.), američki košarkaš hrvatskog podrijetla. Smatra se da je bio prva velika zvijezda NBA lige i priznat je kao prvi visoki i nadmoćni centar u košarkaškoj povijesti. Zbog svoje visine i dominacije pod košem NBA je bila prisiljena uvesti nekoliko novih pravila. Jedan je od pionira profesionalne košarke a nakon završetka igračke karijere bio je jedan od utemeljitelja Američke košarkaške organizacije (eng. American Basketball Association). Nadimak mu je bio Mr. Basketball.

## Početci
Mikan se je rodio u gradu Jolietu u saveznoj državi Illinois, SAD i hrvatskog je podrijetla. Oba roditelja su mu iz Vivodine kod Ozlja. Igračku karijeru počeo je u Nacionalnoj košarkaškoj ligi (NBL), predvodeći svoj klub Chicago American Gears do naslova prvaka 1947. godine. Nakon raspada kluba Mikan prešao je u Minneapolis Lakerse, koji su godinu poslije prešli u ligu Basketball Association of America (BAA) ligu a ona je 1949. godine postala današnja liga NBA. Bio je najveća zvijezda lige tako da je gostujuća utakmica Lakersa kod New York Knicksa bila najavljivana kao "George Mikan protiv Knicksa". Zbog Mikanove dominantnosti liga je uvela nova pravila pokušavajući ga zaustaviti.

## Karijera
Mikan je predvodio ligu u postignutim koševima šest sezona (1946. – 1952.), uključujući i najviše u karijeri 1951. godine (28,4). Predvodio je ligu u skokovima (1 007) 1953. godine kao i u prosjeku koševa 1952. (13,5). Mikan je postigao ukupno 11 764 koševa u karijeri (22,6 prosjek po utakmici) u devet profesionalnih sezona, što je bilo najviše u to vrijeme. S Lakersima je osvojio šest naslova prvaka, (jedan u NBL, jedan u BAA i četiri u NBA). Umirovio se 1954. godine ali se nakratko vratio 1955.
Suparničke momčadi su zadržavale loptu u svom posjedu bez želje za postizanjem koša, samo da bi spriječili Mikana da dođe u posjed lopte. Iz jedne takve utakmice postignut je rekord lige; najmanji broj postignutih koševa na jednoj utakmici (1950. godine Lakersi su izgubili rezultatom 19:18 od Fort Wayne Pistonsa). Četiri godine poslije liga je ograničila napad na 24 sekunde.
Mikan i danas drži rekord po najvećem postotku u postignutim koševima kluba na jednoj utakmici. U već spomenutoj utakmici postigao je 15, od ukupno 18 koševa Lakersa, što je 83,3 %. Također drži i drugo mjesto od 67,0% (61 poen od 91 Lakersa).
Između ostalog izabran je u Naismithovu kuću slavnih u prvoj godini postojanja (1959.) i izabran je među 50 najboljih košarkaša u povijesti NBA lige.

## Nakon igračke karijere
Jedno kratko vrijeme, 1958. godine, bio je trener Lakersa, a poslije i prvi upravitelj lige ABA. Nakon toga je u Minneapolisu radio s nekretninama i otvorio turističku agenciju. Zbog dijabetesa desna noga mu je amputirana ispod koljena ožujka 2000. godine.
Umro je 1. lipnja 2005. godine u Scottsdaleu, u 80. godini života. Njegova obitelj je prihvatila ponudu Shaquille O'Neala da plati troškove sprovoda.

## Privatni život
Brat Ed imao je kratku karijeru u NBA. Njih dvojica su tehnički prva braća s NBA naslovom (Ed je bio u rosteru kasnijih prvaka samo prvi dio sezone).

## Unutarnje poveznice na druge jezične projekte
(prevesti na hrvatski)
- en:Mikan Drill, vježba kojom je uvježbao ljevodešnjački horog
- Mikanovo pravilo, kojim je proširen reket sa 6 stupa na 12 stopa, jer su tako visoke igrače kao Mikana prisilili igrati centra s dvostruko veće udaljenosti
- vrijeme napada, pravilo koje je uvedeno jer su protivnici minutama držali loptu da ne bi pala u ruke Mikanu koji je bio nadmoćan na terenu

## Vanjske poveznice
- Umro veliki George Mikan  Arhivirana inačica izvorne stranice od 6. ožujka 2016. (Wayback Machine)
- Umro George Mikan[neaktivna poveznica]
- George Mikan  Arhivirana inačica izvorne stranice od 6. ožujka 2016. (Wayback Machine)
- [neaktivna poveznica]

## Ostali podatci
- najbolji skakači NBA po sezonama
- najbolji strijelci NBA po sezonama
- All-NBA momčad[naći bolji prijevod]
- najkorisniji igrač NBA All-Star utakmice
- 50 najvećih igrača u povijesti NBA